# バヤ・マレ
バヤ・マレ （ルーマニア語:Baia Mare、ラテン語:Rivulus Dominarum、ハンガリー語:Nagybánya ナジバーニャ、ドイツ語:FrauenbachまたはNeustadt）は、ルーマニア、マラムレシュ県の都市。県北部に位置し、ササル川（en:Săsar River）の中流にある。周囲をイグニシュ山地とグトゥイ山地に囲まれている。市面積233平方kmの中には、ブリダリ、フリザ、ヴァレア・ネアグラ、ヴァレア・ボルクトゥルイ地区が含まれる。人口では国内第17位であるが、市面積ではブカレストより大きい。バヤ・マレはルーマニア北部諸都市の中で最も人口が多い。 
市の好位置から経済活動が盛んであり、ルーマニア北西部ではクルージュ＝ナポカ、オラデアに次いで重要な都市である。

## 人口
人口の大多数はルーマニア人が占める。ハンガリー系住民のコミュニティーも抱える。
- ルーマニア人: (82.81%)
- ハンガリー人:(14.84%)
- ロマ人: (1.51%)
- ドイツ人:(0.36%)
- ウクライナ人: (0.25%)
- ユダヤ人: (0,10%)

残り642人には、ギリシャ人、トルコ人、イタリア人、ポーランド人、スロバキア人、シュヴァーベン人（ドイツ南西部出身者）らが含まれる。
第二次世界大戦前、バヤ・マレには大規模なユダヤ人コミュニティーがあり、1000人以上が暮らしていた。戦時中のホロコーストの結果、市内には130人ほどのユダヤ人が住んでいるにすぎない。2004年の市人口は149,735人である。

## 地理
市はグトゥイ山地とイグニシュ山地の近くにある。山地の標高は1400mを越える。山地一帯は人目を引く風景で有名で、市からアクセスが容易である。これらの山地の中にはスキーに適した丘陵もある。
市はバヤ・マレ谷の中にあり、全方位を丘と山に囲まれている。周辺地域より、市の気候は穏やかである。これを証明するのは、地中海性気候で育つとされるクリの木がバヤ・マレ郊外で植生が見られることである。バヤ・マレはクリの北限の地である。
しかし、気温は冬季には変化が激しく、－20℃になることも時にある。夏季は温暖で、国内平均より涼しい。北から東の山地のために大気が妨げられることから、降雨量は極端に高い。年平均降雨量は1000mmである。

## 歴史
最初に市名が登場するのは1142年、ハンガリー王ゲーザ2世がトランシルヴァニア・ザクセン人を移住させたことに始まる。定住地の名はドイツ語でフラウエンバッハ（ラテン語ではリヴルス・ドミナルム、ハンガリー語ではAsszonypataka）と呼ばれた。『貴婦人たちの川』、『婦人の小川』という意味である。1347年、ラヨシュ1世によって特権を授けられたことが分かっている。
1411年、ハンガリー王はセルビア公Djuradj Brankovićと、ベオグラードとバヤ・マレを交換した（ベオグラードは1411年から1521年の間、ハンガリー国境の城となる）。同時期の記録から、バヤ・マレには造幣局があった。トランシルバニアで最も有名で古いものの一つであった。 
1446年、鉱山とバヤ・マレの地所がフニャディ家の繁栄の元となった。ルーマニア語での市名バヤ・マレは、『大きな鉱山』を意味する。対トルコ戦の英雄フニャディ・ヤーノシュは聖イシュトヴァーン聖堂の建設を命じ、この時期につくられたイシュトヴァーン塔は今も市のランドマークとなっている。
1469年、マーチャーシュ王は、侵入者を防ぐため深い堀と広大な矢来をつくって市の防衛を強化し、より強固な市壁と要塞とを建てて防御構造を発展させた。バヤ・マレは印象的な要塞となった。
1567年、トランシルバニア公シグモンド・ヤーノシュによって市はトランシルバニアへ併合された。その後ハンガリー王国のサトマール県に含まれた。
1600年、市の債務の幾つかを取り消ししたことの感謝の印として、地元鉱山の借地人フェリシアン・ヘルブシュタインはワラキア公ミハイ勇敢公の像を刻んだ金貨の製造を命じた。この肖像入り硬貨は、収集家の間で貨幣学上の大きな価値があるとされる。
17世紀には、市と周辺はトランシルヴァニア公国へ併合された。市名は公式にナジヴァーニャと呼ばれていた。
1703年、ラーコーツィ・フェレンツ2世と並ぶ伝説のアウトロー、ピンテア・ヴィテアズルが目撃された。彼はクルク反乱の間にハプスブルク家の支配下にあった市を解放したのだった。1889年にはルーマニア語で描かれた初の新聞が発行された。グティヌル紙は週間で、社会、文学、経済の記事を載せていた。
1910年、町には12,877人の人口があった。そのうち77.6％がハンガリー人、20％がルーマニア人、1.4％ほどがドイツ人であった 。同時期、町の自治体域には30,584人が暮らしていた。83.73％がルーマニア人、15.13％がハンガリー人であった 。
1920年のトリアノン条約から1940年の第二次ウィーン裁定の間、バヤ・マレはルーマニア王国の一部であった。1940年から1944年まで、ハンガリーに占領されていた。第二次世界大戦後のパリ条約で、市はルーマニアへ復帰した。1952年から1960年、市はバヤ・マレ地方に属したが、1960年から1968年までマラムレシュ地方に属した。1968年以降、マラムレシュ県となっている。

## 経済
経済活動は、周辺地域の鉱山事業に支えられてきた。しかし、1989年のルーマニア革命以後、鉱山事業は目に見えて衰退した。近年は市経済を回復させた別業種に取って代わられている。現在はショッピングモールやスーパーマーケットが建てられている。陸路のインフラは、他都市との接続が良い。

## 姉妹都市
| - セリーノ, イタリア - ニーレジハーザ, ハンガリー、友好関係のみ - ホードメゼーヴァーシャールヘイ, ハンガリー - ビェルスコ＝ビャワ, ポーランド - ハリウッド (フロリダ州), アメリカ合衆国 | - ヴェルス, オーストリア - イヴァノ＝フランキーウシク, ウクライナ - ソルノク, ハンガリー - キトウェ, ザンビア |

## 出身有名人
- オヴィディウ・ホバン - プロサッカー選手